# Crambus bipartellus
Crambus bipartellus là một loài bướm đêm trong họ Crambidae.